# 62-я ракетная дивизия

ЗАТО Солнечный (вид сверху)

ЗАТО Солнечный (вид из окна)

62-я ракетная Ужурская Краснознамённая дивизия имени 60-летия СССР (в/ч 32441) — соединение в составе 33-й гвардейской ракетной Бериславско-Хинганской дважды Краснознамённой, ордена Суворова армии ракетных войск стратегического назначения, расположенное в п. Солнечный (Ужур) Красноярского края.

## История
История формирования 62-й ракетной дивизии начинается с истории формирования ракетного полка (войсковая часть 54093). На базе расформированных частей Сибирского военного округа к ноябрю 1960 года в соответствии с директивой главнокомандующего ракетными войсками стратегического назначения от 4 июня 1960 года в городе Томске в составе 211-й ракетной бригады (войсковая часть 34139) был сформирован ракетный полк (войсковая часть 54093). Полк состоял из командования и штаба, двух стартовых дивизионов и технического дивизиона. Командиром полка был назначен полковник Куц Василий Трофимович.
9 февраля 1962 года от имени президиума верховного совета СССР заместитель командира 7-го отдельного гвардейского ракетного Бериславско-Хинганского Краснознамённого, ордена Суворова корпуса генерал-майор артиллерии Клименко Н. А. вручил полку Боевое Знамя. В 1962 году полк был передислоцирован в Ужурский район Красноярского края.
С июля 1963 года личный состав полка участвовал в работе экспедиции по выбору позиционных районов для объектов в Ужурском районе.
На 1964 год полк уже состоял из четырёх боевых групп и боевого обслуживания. В октябре 1964 года на базе полка была создана оперативная группа ракетной дивизии МКР под условным названием военная часть 32441; приказом министра обороны СССР от 5 августа 1964 года командиром оперативной группы был назначен полковник Приходько Пётр Михайлович — первый командир 62-й ракетной дивизии РВСН. На оперативную группу были возложены следующие задачи: выполнение рекогносцировочных работ, проведение геодезических работ, приём, учёт, хранение технологического оборудования, организация маскировки строящихся объектов.
В октябре 1965 года прибыл и приступил к исполнению обязанностей заместителя командира дивизии полковник Кучкин Григорий Максимович. Параллельно с работами на объектах дивизии шло обучение личного состава для несения боевого дежурства.
1 марта 1966 года прибыл и вступил в должность начальника штаба дивизии подполковник Соляной Михаил Александрович.
23 марта 1966 года дивизию посетил главнокомандующий ракетными войсками стратегического назначения Маршал Советского Союза Крылов Н. И. и к концу года были сформированы ещё два ракетных полка (войсковая часть 45832 и 45833). Для боевого обеспечения дивизии в мае 1966 года была сформирована отдельная вертолётная эскадрилья, которая состояла из двух звеньев по три вертолёта Ми-4 в каждом.
В соответствии с приказом главнокомандующего РВСН от 11 июня 1966 года в 00 часов 00 минут 30 июля 1966 года ракетный полк и техническая ракетная база тремя дежурными сменами заступили на опытно-боевое дежурство. И уже 5 ноября 1966 года первый ракетный полк с шестью пусковыми установками, отдельный узел связи, трб и ртб заступили на боевое дежурство в постоянной боевой готовности по обеспечению безопасности СССР.
6 сентября 1967 года заступил на боевое дежурство личный состав 221-го ракетного полка и 229-го ракетного полка.

## Командиры

Военнослужащие 62-й дивизии РВСН на параде 9 мая 2009 года

Официальный сайт Ужурской Краснознамённой ракетной дивизии: https://web.archive.org/web/20180811100333/http://xn--b1ahwkahjb.xn--p1ai/

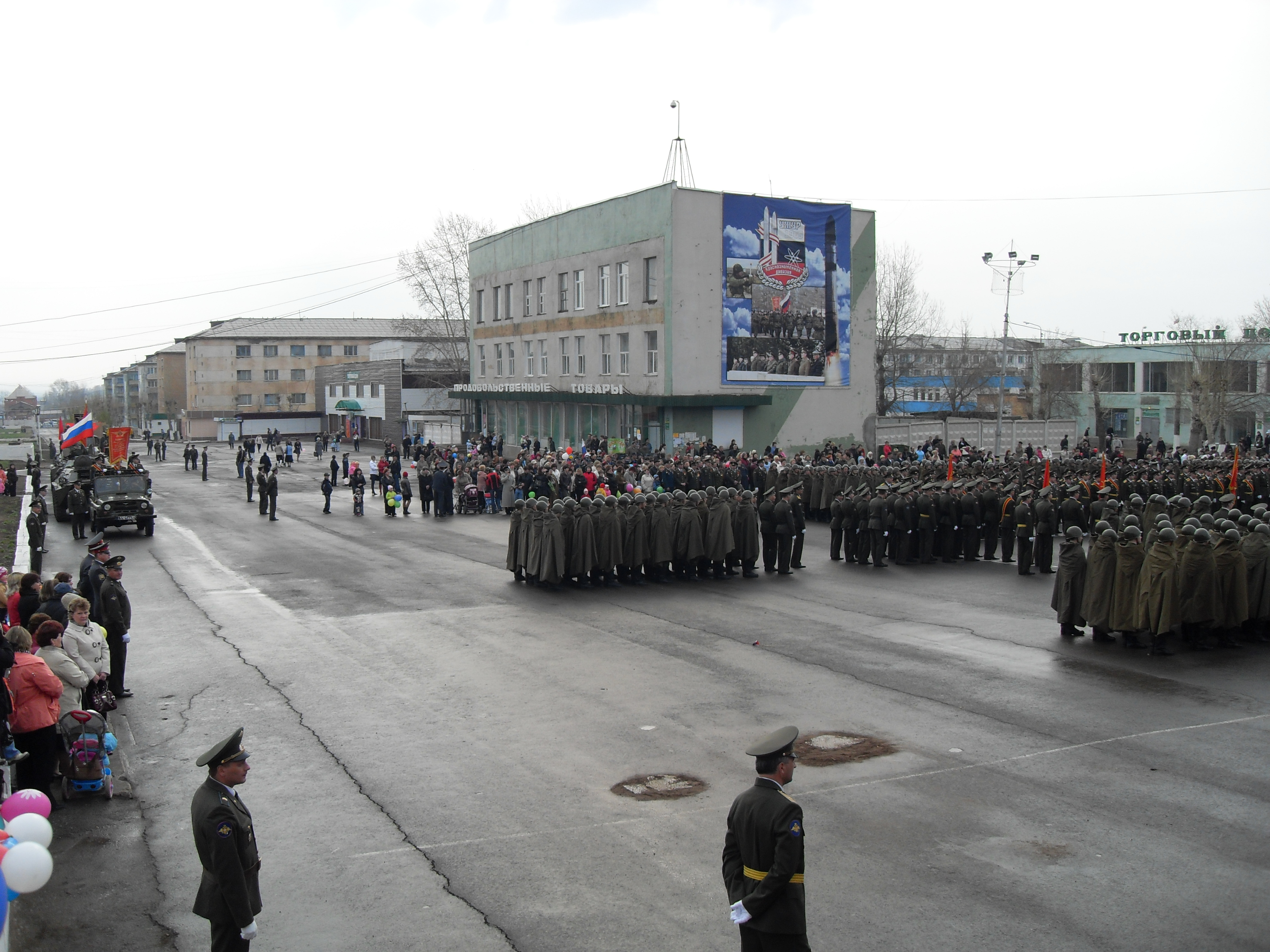
Военнослужащие 62-й дивизии РВСН на параде 9 мая 2009 года

- с 5 августа 1964 г. по апрель 1966 г. — полковник П. М. Приходько;
- с 26 апреля 1966 г. по 4 июля 1968 г. — генерал-майор С. И. Рызлейцев;
- с 4 июля 1968 г. по 26 февраля 1973 г. — генерал-майор (позднее — генерал-полковник) Н. Н. Котловцев;
- с 26 февраля 1973 г. по 4 июля 1976 г. — генерал-майор В. С. Седых;
- с 4 июля 1976 г. по 5 июля 1983 г. — генерал-майор Е. И. Смелик;
- с 5 июля 1983 г. по 8 июля 1988 г. — генерал-майор А. Ф. Мартыненко;
- с 8 июля 1988 г. по 3 ноября 1994 г. — генерал-майор В. И. Ащеулов;
- с 3 ноября 1994 г. по 1 августа 1997 г. — генерал-майор (позднее — командующий РВСН) А. А. Швайченко;
- с 1 сентября 1997 г. по 12 марта 1999 г. — полковник В. Ю. Чураков;
- с 12 марта 1999 г. по 24 марта 2003 г. — генерал-майор С. П. Солохин;
- с 19 июня 2003 г. по 4 апреля 2006 г. — генерал-майор А. Д. Сивачёв;
- с4 апреля 2006 г. по 9 июня 2008 г. — генерал-майор А. Ю. Зубков;
- с июня 2008 г. по 1 июня 2011 г. — полковник Кашлев Юрий Геннадьевич;
- с июня 2011 г. по ноябрь 2014 г. — генерал-майор Квашин Владимир Викторович;
- с ноября 2014 г. по август 2019 г. — полковник (позднее генерал-майор) Омётов Сергей Александрович;
- с августа 2019 г. — полковник (позднее генерал-майор) Драй Юрий Васильевич.

## Награды дивизии
В 1967 году постановлением военного совета РВСН за достойные успехи и в честь 50-летия Великого Октября соединению были вручены памятное Знамя военного совета ракетных войск стратегического назначения.
22 февраля 1967 года за большой вклад в дело оборонной мощи государства, за успехи в боевой и политической подготовке, и освоение сложной боевой техники указом президиума верховного совета СССР соединение было награждено орденом Красного Знамени.
7 марта 1967 года заместитель главнокомандующего РВСН генерал-полковник Данкевич П. Б. вручил соединению Боевое Красное Знамя.
В 1979 году соединение посетил главнокомандующий РВСН генерал армии Толубко В. Ф. для вручения вымпела министра обороны СССР.
В 1982 году войсковой части 45832 было присвоено почётное наименование «имени 60-летия СССР».
В соответствии с указом президента РФ от 27 ноября 1999 года войсковой части 74832 было присвоено почётное наименование «Ужурская».

## Боевой состав
Состав дивизии в 1972 году:
- 735-й ракетный полк с 6-ю ШПУ Р-36 (SS-9);
- 197-й ракетный полк с 6-ю ШПУ Р-36 (SS-9);
- 302-й ракетный полк с 6-ю ШПУ Р-36 (SS-9);
- 221-й ракетный полк с 6-ю ШПУ Р-36 (SS-9);
- 229-й ракетный полк с 6-ю ШПУ Р-36 (SS-9);
- 269-й ракетный полк с 6-ю ШПУ Р-36 (SS-9);
- 273-й ракетный полк с 6-ю ШПУ Р-36 (SS-9);
- 772-й ракетный полк с 6-ю ШПУ Р-36 (SS-9);
- 790-й ракетный полк с 6-ю ШПУ Р-36 (SS-9);
- 131-й ракетный полк с 6-ю ШПУ Р-36 (SS-9).

Состав дивизии в 1985 году (7 полков Р-36МУТТХ и 3 полка Р-36М):
- 735-й ракетный полк (в/ч 54093) с 10-ю ШПУ Р-36М (SS-18);
- 197-й ракетный полк (в/ч 73781) с 6-ю ШПУ Р-36МУТТХ (SS-18);
- 302-й ракетный полк (в/ч 14443) с 6-ю ШПУ Р-36М (SS-18);
- 221-й ракетный полк (в/ч 77192) с 6-ю ШПУ Р-36МУТТХ (SS-18);
- 229-й ракетный полк (в/ч 74832) с 6-ю ШПУ Р-36М (SS-18);
- 269-й ракетный полк (в/ч 45832) с 6-ю ШПУ Р-36МУТТХ (SS-18);
- 273-й ракетный полк (в/ч 45833) с 6-ю ШПУ Р-36МУТТХ (SS-18);
- 772-й ракетный полк (в/ч 07391) с 6-ю ШПУ Р-36МУТТХ (SS-18);
- 790-й ракетный полк (в/ч 30007) с 6-ю ШПУ Р-36МУТТХ (SS-18);
- 131-й ракетный полк (в/ч 01074) с 6-ю ШПУ Р-36МУТТХ (SS-18).

Расформированы:
- 197-й ракетный полк (в/ч 73781) в 1993 году;
- 221-й ракетный полк (в/ч 77192) в 1993 году;
- 273-й ракетный полк (в/ч 45833) в 2005 году;
- 772-й ракетный полк (в/ч 07391) в 2004 году;
- 790-й ракетный полк (в/ч 30007) в 2004 году;
- 131-й ракетный полк (в/ч 01074) в 2009 году.

В 2015 году в состав дивизии входило 4 ракетных полка с 27 ШПУ Р-36М2:
- 735-й ракетный полк с 9-ю ШПУ Р-36М2;
- 302-й ракетный полк с 6-ю ШПУ Р-36М2;
- 229-й ракетный полк с 6-ю ШПУ Р-36М2;
- 269-й ракетный полк с 6-ю ШПУ Р-36М2.

Вспомогательные части:
- Части специальных войск и тыла:
  - 68-я отдельная вертолётная эскадрилья (в/ч 95824);
  - 3009-я ремонтно-техническая база;
  - 2939-я техническая ракетная база (в/ч 12463);
  - 632-й узел связи (в/ч 39982), с 1.10.2011 — УС 62 РД, позывной — «Критик»;
  - 75-й отдельный батальон боевого обеспечения (в/ч 12440);
  - 3969-я база регламента средств боевого управления и связи (в/ч 40250);
  - 519-я станция фельдъегерско-почтовой связи (в/ч 26472);
  - 1446-й подвижной командный пункт (в/ч 32441-Б);
  - 220-й узел комплексного технического контроля (в/ч 32441-М);
  - 888-я инструкторская группа (в/ч 32441-Ч);
  - 3280-я база тылового обеспечения (в/ч 32441-К);
  - 3301-й склад материально-технического обеспечения (в/ч 57304);
  - 590-й военный госпиталь (в/ч 93421);
  - 1495-й отдельный батальон охраны и разведки (в/ч 63569);
  - 63-я эксплуатационно-техническая комендатура (в/ч 63630);
  - 357-я подвижная автомобильная ремонтная мастерская (в/ч 32441-В);
  - военный оркестр (в/ч 32441-Ж);
  - 2249-я группа обеспечения учебного процесса (в/ч 32441-П).

## Вооружение

Межконтинентальная баллистическая ракета Р-36М УТТХ при старте

На вооружении дивизии в разное время стояли, либо стоят следующие ракетные комплексы стационарного типа:
- с 1966 по 1979 гг. — Р-36 (8К67);
- с 20 декабря[1] 1975 по 1992 гг. — Р-36М (15А14);
- с 1979 г. — Р-36М УТТХ (15А18);
- с 1990 г. — Р-36М2 (15А18М).
- С 2022 года[2] (ранее планировалось с 2021 года[3][4]) начато перевооружение дивизии на ракетные комплексы РС-28 «Сармат». 18 ноября 2023 года ТАСС опубликовал сообщение о постановке комплекса «Сармат» на опытно-боевое дежурство[5].